# Bãi Gold
Gold, hay Bãi Gold, là định danh của một trong năm khu vực đổ bộ của quân Đồng Minh trong Chiến dịch Neptune, mật danh của chiến dịch đổ bộ trong giai đoạn đầu của Chiến dịch Overlord, diễn ra vào ngày 6 tháng 6 năm 1944 (Ngày D) trong Chiến tranh thế giới thứ hai, thuộc khu vực trung tâm của năm bãi đổ bộ, nằm giữa khu vực Port-en-Bessin và La Rivière. Do có các vách đá cao cản trở ở phía tây khu vực nên cuộc đổ bộ diễn ra trên đoạn bằng phẳng ở giữa Le Hamel và La Rivière, với hai phân khu chính là Jig và King. Cuộc đổ bộ được thực hiện bởi quân đội Anh, với lực lượng gồm các tàu vận tải, quét mìn và hạm đội bắn phá hỗ trợ của Hải quân Hoàng gia Anh, Hải quân Hà Lan, Ba Lan và các nước Đồng minh khác.
Mục tiêu ở bãi Gold là kiểm soát bãi biển, sau đó di chuyển về phía tây để chiếm Arromanches để phối hợp với lực lượng Mỹ tại Bãi Omaha, chiếm Bayeux và cảng tại Port-en-Bessin, và liên kết với lực lượng Canada tại Bãi Juno ở phía đông. Bãi Gold và các khu vực lân cận được bảo vệ bởi các đơn vị thuộc Sư đoàn Bộ binh 352 và Sư đoàn Bộ binh 716 của Đức Quốc Xã với quân số khoảng 2,000 người. Dưới sự chỉ đạo của Thống chế Erwin Rommel, hệ thống phòng thủ dọc bãi biển và trong đất liền đã được nâng cấp từ tháng 10 năm 1943.
Vào Ngày D trên Bãi Gold, hải quân bắt đầu nhiệm vụ bắn phá bãi biển lúc 05:30 và cuộc đổ bộ đựoc tiến hành lúc 07:25. Gió lớn và biển động khiến các tàu đổ bộ gặp nhiều khó khăn, và các xe tăng Sherman DD được các xuống đổ bổ thả ở sát bãi biển thay vì thả ở ngoài khơi theo kế hoạch. Ba trong số bốn khẩu pháo đựoc đặt trong lô cốt tại Trận địa pháo Longues-sur-Mer đã bị hỏa lực pháo của các tuần dương hạm Ajax và Argonaut vô hiệu hóa lúc 06:20. Khẩu pháo thứ tư đã tích cực bắn phá vào các đơn vị người Anh trên bãi biển tới khi đầu hàng vào chiều ngày 7 tháng 6. Các đơn vị máy bay hỗ trợ đã thất bại trong việc vô hiệu hóa cứ điểm Le Hamel, có lớp tường dày và có tầm nhìn bao quát toàn bộ bãi biển. Khẩu pháo 75 mm của cứ điểm này tiếp tục hoạt động tới khi bị phá hủy bởi một chiếc Churchill AVRE lúc 16:00. Cứ điểm thứ hai ở La Rivière, nơi đặt một khẩu pháo 88 mm, bị tiêu diệt bởi xe tăng Anh lúc 07:30.
Trong khi đó, lực lượng bộ binh bắt đầu các đợt càn quét và tiêu diệt đơn vị Đức cố thủ tại những toà nhà dọc bãi biển và tiến sâu vào đất liền. Tiểu đoàn Đặc công 47 tấn công và đánh chiếm Port-en-Bessin vào ngày 7 tháng 6. Ở khu vực phía tây, Tiểu đoàn 1 thuộc Trung đoàn Hampshire nhanh chóng chiếm được Arromanches, và Lữ đoàn Bộ binh 69 ở khu vực phía đông đã liên kết thành công với lực lượng Canada ở Bãi Juno. Do vấp phải sự chống trả mãnh liệt của Sư đoàn Bộ binh 352, quân Anh phải mất gần một ngày để chiếm Bayeux. Thương vong của quân đội Anh ở Bãi Gold ước tính khoảng 1.000-1.100 người. Thương vong của quân Đức không rõ.

## Bối cảnh

### Chiến dịch Overlord

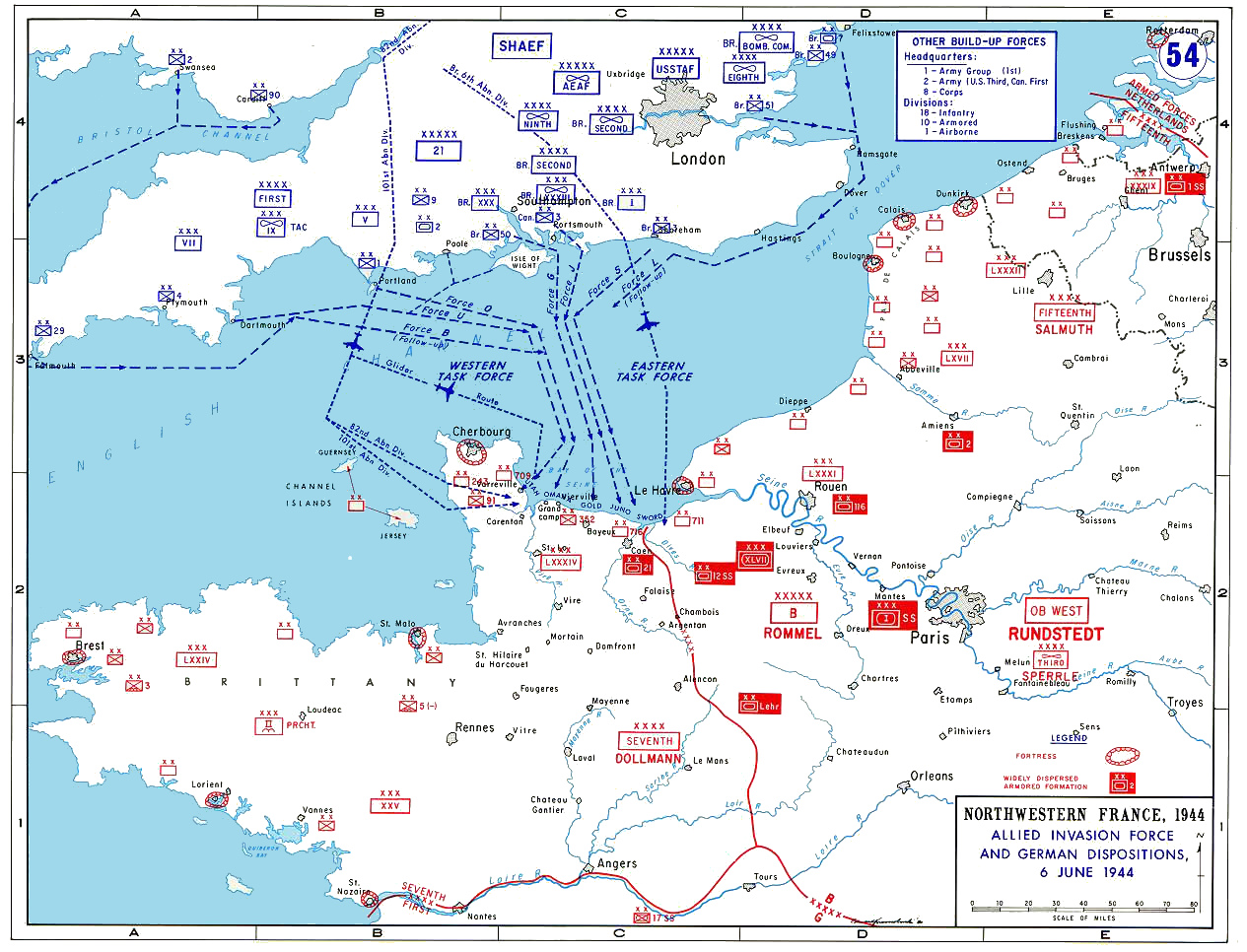
Kế hoạch của Phe Đồng Minh và vị trí đóng quân của các đơn vị Đức

Quyết định vượt biển để thực hiện một cuộc đổ bộ vào châu Âu trong năm tiếp theo đã được nêu ra tại Hội nghị Trident tại Washington, tháng 5 năm 1943. Phe Đồng Minh ban đầu dự định sẽ độ bộ vào ngày 1 tháng 5 năm 1944, và bản thảo về chiến dịch đã được chấp thuận tại Hội nghị Quebec vào tháng 8 năm 1943. Đại tướng Dwight D. Eisenhower được bổ nhiệm làm Tư lệnh Tối cao của Lực lượng Viễn chinh Đồng minh (SHAEF) và Thống chế Bernard Montgomery được bộ nhiệm làm chỉ huy Cụm tập đoàn quân số 21, bao gồm toàn bộ lực lượng mặt đất sẽ tham gia vào chiến dịch xâm lược.
Ngày 31 tháng 12 năm 1943, Eisenhower và Montgomery xem qua bản thảo đầu tiên của chiến dịch, sẽ bao gồm ba sư đoàn bộ binh và 2/3 lực lượng của một sư đoàn không vận để thực hiện cuộc đổ bộ. Hai vị tướng lập tức đề nghị mở rộng quy mô lực lượng lên năm sư đoàn bộ binh và ba sư đoàn không vận, để có thể tiến hành chiến dịch trên mặt trận rộng hơn.  Quy mô mặt trận được tăng lên từ 40 km lên 80 km, sẽ giúp việc vận chuyển binh lính, trang thiết bị và hàng hóa lên bờ nhanh hơn.
Quân đội Mỹ được giao nhiệm vụ đổ bộ vào Bãi Utah và Omaha để cô lập bán đảo Cotentin và chiếm đóng hệ thống cảng ở Cherbourg. Quân đội Anh sẽ đổ bộ vào Bãi Gold và Sword, và quân đội Canada sẽ đổ bộ vào Bãi Juno, để đánh chiếm Caen và hình thành một tuyến phòng thủ từ Caumont-l'Éventé tới phía đông nam của Caen để bảo vệ sườn của cánh quân Mỹ, đồng thời thiết lập các sân bay dã chiến ở gần Caen. Việc chiếm đóng Caen và các khu vực xung quanh sẽ làm tiền đề cho một cuộc tiến công về phía nam để chiếm thị trấn Falaise. Sau khi giữ vững phòng tuyến Avranches-Falaise, quân Đồng Minh sẽ tiến về sông Seine. Montgomery dự tính toàn bộ trận đánh sẽ kéo dài 19 ngày, và kết thúc với mọi lực lượng tập kết ở sông Seine.

### Kế hoạch của phe Đồng Minh
Theo kế hoạch gốc, bờ biển Normandie sẽ được chia thành 17 phân khu và mỗi phân khu sẽ được đặt tên theo bảng chữ cái, bắt đầu từ Able (A) ở phía tây Bãi Omaha, tới Roger (R) ở điểm cực đông của khu vực đổ bộ. Thêm tám khu vực nữa được thêm vào khi kế hoạch xâm lược được mở rộng, bao gồm Bãi Utah. Mỗi phân khu sẽ được chia thành nhiều bãi biển nhỏ và mỗi bãi sẽ được định danh theo các màu Xanh lá cây (Green), Đỏ (Red) và Trắng (White). Bãi Gold nằm ở giữa khu vực Port-en-Bessin ở phía tây và La Rivière ở phía đông, bao gồm cả Arromanches, nơi được người Anh sử dụng để xây dựng bến cảng nhân tạo Mulberry sau đó. Chiến dịch đổ bộ sẽ được thực hiện ở trên mộ bãi biển bằng thẳng ở giữa Le Hamel và La Rivière, với hai định danh là Jig và King. Sâu trong đất liền là các đầm lầy và khu đất trống xen kẽ, với các cánh đồng được bao bọc bởi rặng cây và bờ kè. Quân đổ bộ sẽ phải di chuyển trên những con đường đi qua Asnelles và Ver-sur-Mer. Ở phía đông có một ngọn đồi nhỏ ở Meuvaines, nơi được người Anh phát hiện có các tổ súng máy Đức thuộc Trung đoàng 726.
Không quân của Lực lượng Viễn chinh Đồng Minh (AEAF) đã thực hiện hơn 3,200 phi vụ trinh sát từ tháng 4 năm 1944 tới khi bắt đầu tiến hành chiến dịch đổ bộ. Các bức ảnh về bờ biển ở Normandie được chụp ở độ cao rất thấp để có thể thấy rõ được địa hình, các chướng ngại vật và hệ thống phòng thủ xung quanh khu vực đổ bộ như boongke và ụ pháo. Địa hình nội địa, các doanh trại và nhà cửa cũng được chụp lại ở nhiều góc độ khác nhau để cung cấp cho Tình báo Đồng Minh càng nhiều thông tin càng tốt. Các nhân viên ở Tổng hành dinh Hành quân Kết hợp (COH) đã chuẩn bị nhiều bản đồ chi tiết về các bến cảng và độ sâu cụ thể. Tại Bãi Gold, các nhóm người nhái trinh sát phát hiện ra khu vực bờ biển giữa Asnelles và La Rivière rất mềm và không thể chịu được sức nặng của xe tăng. Mười hai xe tăng AVRE (Armoured Vehicle Royal Engineers) của Công binh Hoàng Gia đã được trang bị "cuộn rải thảm" để khắc phục vấn đề trên. Các "cuộn thảm" sẽ được rải cố định để các phương tiện phía sau có thể dễ dàng di chuyển qua bãi biển.
Cuộc đổ bộ vào Bãi Gold được giao cho Quân đoàn XXX của Trung tướng Gerard Bucknall, với Sư đoàn Bộ binh 50 (Northumbrian) của Thiếu tướng Douglas Graham - làm đơn vị tiên phong. Sư đoàn 50 là đơn vị giàu kinh nghiệm vì đã từng chiến đấu ở Pháp, Bắc Phi và Sicily và binh lính của sư đoàn đã được huấn luyện kĩ lưỡng về tác chiến đổ bộ. Các nhóm công binh được giao nhiệm vụ phá hủy các chướng ngại vật chìm và trên bãi biển được huấn luyện tại các bể bơi ở Anh Quốc. Các buổi họp được thực hiện với các bản đồ chi tiết và sử dụng các địa danh hư cấu, và phần lớn binh lính đều không biết điểm đến thực sự của họ chỉ tới khi họ đang trên đường tiến về Normandie. Cuộc đổ bộ được mở màn bởi các đợt không kích của máy bay và pháo kích của 18 tàu chiến của Lực lượng K, đa phần là các tuần dương hạm và khu trục hạm. Xe tăng của Lữ đoàn Thiết giáp số 8 sẽ đổ bộ lúc 07:20, và bộ binh sẽ theo sau lúc 07:25. Lữ đoàn Bộ binh 231 sẽ đổ bộ vào khu Jig và Lữ đoàn Bộ binh 69 sẽ đổ bộ vào khu King. Lữ đoàn 231 sau đó sẽ tiến về phía tây để chiếm Arromanches và thiết lập liên lạc với đơn vị lính Mỹ ở Bãi Omaha, và Lũ đoàn 69 sẽ tiến về phía đông và hội quân với lực lượng Canada ở Bãi Juno. Tiểu đoàn Đặc công Thủy quân Lục chiến Hoàng Gia 47 được phân đổ bộ vào Bãi Gold, sau đó tổ chức thọc sâu vào đất liền và đánh chiếm khu cảng nhỏ ở Port-en-Bessin.
Đợt đổ quân thứ hai được thực hiện bởi Lữ đoàn Bộ binh 56, có nhiệm vụ đánh chiếm Bayeux và một cây cầu lân cận, và phong tỏa con đường N13 nối giữa Caen và Bayeux để quân Đức không thể đưa quân tiếp viện vào. Lữ đoàn Bộ binh 151 có nhiệm vụ chiếm các con đường bộ và đường sắt tiến vào Caen, và thiết lập vị trí phòng thử trên cao giữa khu vực Aure và sôgn Seulles. Những đơn vị khác như pháo binh, thông tin và công binh sẽ đổ bộ cùng đợt hai.

### Sự chuẩn bị của quân Đức

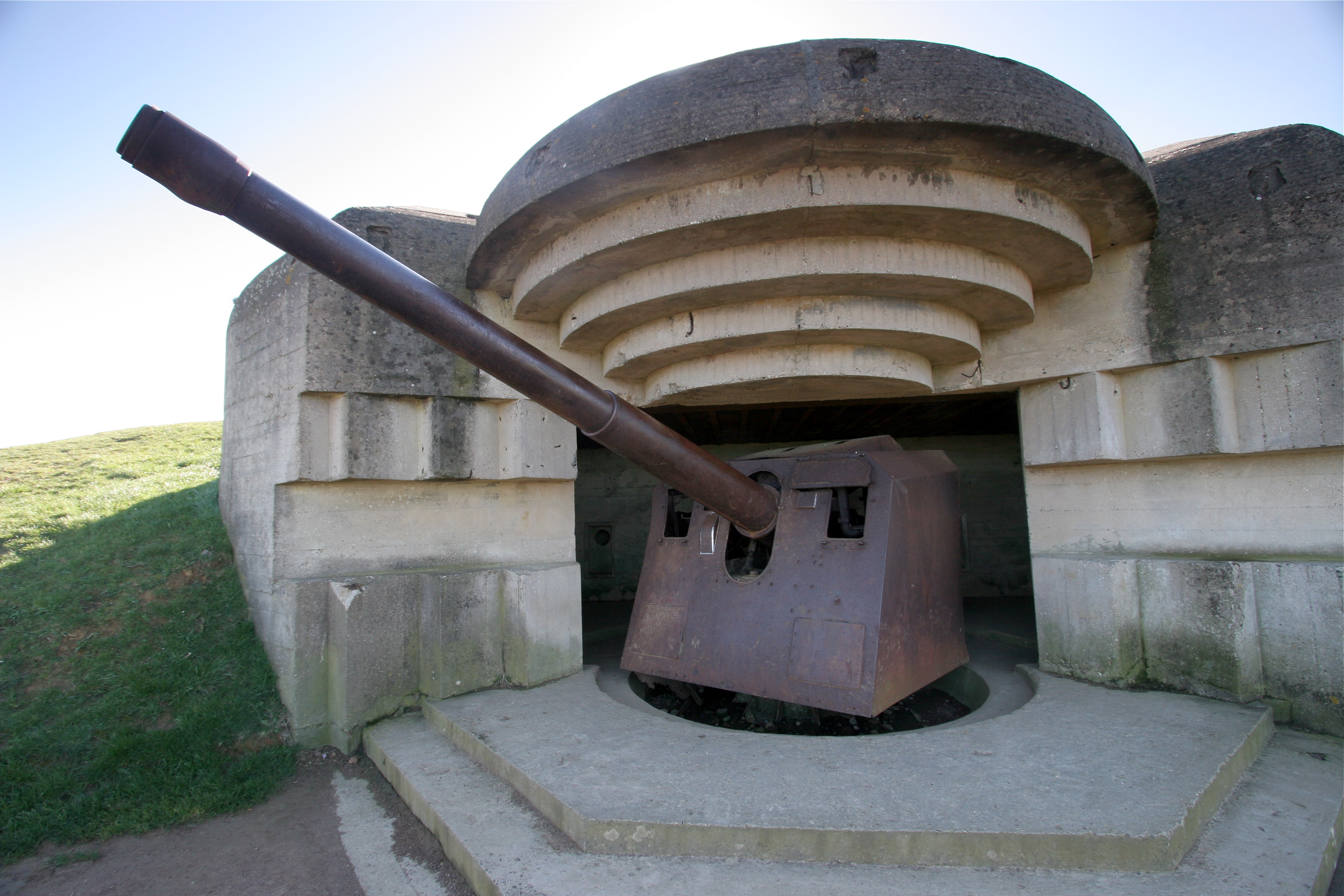
Một lô cốt pháo ở Longues-sur-Mer, ảnh chụp năm 2008

Năm 1943, Thống chế Erwin Rommel được Hitler bổ nhiệm làm giám sát quá trình nâng cấp và sửa chữa Bức tường Đại Tây Dương. Với báo cáo rằng một cuộc đổ bộ của kẻ thù sẽ được thực hiện tại một bãi biển tại khu vực trải dài từ Hà Lan tới Cherbourg, Rommel tin bờ biển ở Normandie có khả năng cao sẽ là bãi đổ quân của quân Đồng Minh, nên ông cho củng cố và mở rộng các lớp phòng thủ ở dọc Normandie. Ở Bãi Gold, các cứ điểm phòng thủ được thiết lập với sức chứa khoảng 50 người. Hai hệ thống pháo phòng thủ bờ biển bằng bê tông cốt thép (một hệ thống gồm bốn pháo 122 mm ở Mont Fleury và bốn pháo 150 mm ở Longues-sur-Mer) chỉ được hoàn thành phần nào tới khi Ngày D diễn ra. Ngoài các ụ súng máy bằng bê tông được đặt tại các vị trí chiến lược dọc bãi biển, Rommel đã cho đóng các cọc gỗ, cọc kim loại, mìn và các chướng ngại vật chống tăng lớn trên bãi biển để trì hoãn sự tiếp cận của tàu đổ bộ và cản trở sự di chuyển của xe tăng lên bãi biển. Nghĩ rằng quân Đồng Minh sẽ đổ bộ vào lúc thủy triều lên cao để binh lính được di chuyển nhanh hơn trên bãi biển hẹp, ông cho lắp đặt nhiều chướng ngại vật tại các điểm có thủy triều lên.
Hitler đồng thời bổ nhiệm Rommel làm tổng chỉ huy Cụm tập đoàn quân B, bao gồm Quân đoàn 7 và Quân đoàn 15, và lực lượng làm nhiệm vụ phòng thủ Hà Lan. Lực lượng dự bị bao gồm các sư đoàn Panzer số 2, 21 và 116. Nhận ra ưu thế trên không của quân Đồng Minh sẽ gây khó khăn cho việc đưa các lực lượng dự bị vào vị trí chiến đấu nếu một cuộc đổ bộ diễn ra, Rommel đã cho tập trung lực lượng phòng thủ dọc theo bờ biển. Sư đoàn Bộ binh 716, đã đóng quân ở khu vực này từ tháng 3 năm 1942, có sức chiến đấu yếu đáng kể với quân số chỉ khoảng 6,000 người. Đơn vị này sau đó được tiếp viện, trong đó có các tiểu đoàn Osttruppen, được tuyển từ hàng ngũ tù binh Liên Xô. Sư đoàn Bộ binh 352, với quân số khoảng 12,000 lính, được Rommel đưa vào khu vực vào ngày 15 tháng 3 với thêm hai trung đoàn tăng cường. Khoảng 2,000 binh lính từ hai sư đoàn đã đóng quân xen kẽ nhau tại khu vực ven biển giữa Arromanches và Asnelles.

## Lực lượng hai bên

### Quân đội Anh Quốc
Sư đoàn Bộ binh 50 (Northumbrian) - Thiếu tướng Douglas Graham
- Lữ đoàn Bộ binh 69 - Chuẩn tướng F.Y.C. Knox
  - Tiểu đoàn 5, Trung đoàn East Yorkshire
  - Tiểu đoàn 6, Trung đoàn Green Howards
  - Tiểu đoàn 7, Trung đoàn Green Howards
- Lữ đoàn Bộ binh 151 - Chuẩn tướng Ronald Henry Senior
  - Tiểu đoàn 6, Lữ đoàn Bộ binh Hạng nhẹ Durham
  - Tiểu đoàn 8, Lữ đoàn Bộ binh Hạng nhẹ Durham
  - Tiểu đoàn 9, Lữ đoàn Bộ binh Hạng nhẹ Durham
- Lữ đoàn Bộ binh 231 - Chuẩn tướng Alexander Stanier
  - Tiểu đoàn 1, Trung đoàn Dorsetshire
  - Tiểu đoàn 1, Trung đoàn Hampshire
  - Tiểu đoàn 2, Trung đoàn Devonshire
- Lực lượng hỗ trợ
  - Trung đoàn Trinh sát 61, Quân đoàn Thiết giáp Hoàng Gia (RAC)
  - Tiểu đoàn 2, Trung đoàn Cheshire (Súng máy và pháo cối hặng nặng)
  - Tiểu đoàn 357, 358 và 465, Trung đoàn Pháo Dã chiến 90, Pháo binh Hoàng Gia (RA) (Pháo tự hành)
  - TIểu đoàn 99 và 288, Trung đoàn Pháo chống tăng 102 (Northumberland Hussars), Pháo binh Hoàng Gia (RA)
  - Tiểu đoàn 82, Trung đoàn Pháo Phòng không Hạng nhẹ 25, RA
  - Tiểu đoàn Công binh Dã chiến 233 (Northumbrian), Công binh Hoàng Gia (RE)
  - Tiểu đoàn Công binh Dã chiến 295, RE
  - Tiểu đoàn Công binh Dã chiến 505, RE
  - Đại đội Công binh Dã chiến 235 (Northumbrian), RE (Máy xúc)
  - Trung đoàn Thông tin-Liên lạc 50, Quân đoàn Thông tin-Liên lạc Hoàng Gia
  - Trung đoàn Quân Y Dã chiến 149, 185 và 200, Quân đoàn Quân Y Hoàng Gia (RAMC)
  - Trung đoàn Quân Y 22, RAMC
  - Đại đội Quân cảnh 50, Quân cảnh Hoàng Gia (RMP)

Lực lượng tham gia đổ bộ giai đoạn sau
- Các đơn vị thuộc Sư đoàn Thiết giáp 79:
  - Trung đoàn Kỵ binh Westminster (Westminster Dragoons) (Xe tăng quét mìn)
  - Trung đoàn Xe tăng Hoàng Gia 141 (Xe tăng Churchill Crocodile)
  - Tiểu đoàn Xung kích 81 và 82, Trung đoàn Xung kích số 6, Công binh Hoàng Gia (Xe tăng Churchill AVRE)
- Lữ đoàn Bộ binh 56 - Chuẩn tướng E.C. Pepper
  - Tiểu đoàn 2, Trung đoàn Essex
  - Tiểu đoàn 2, Trung đoàn Gloucestershire
  - Tiểu đoàn 2, Trung đoàn South Wales Borderers
- Lữ đoàn Thiết giáp số 8 - Chuẩn tướng H.J.B Carcroft
  - Trung đoàn Cận Vệ Kỵ binh Hoàng Gia 4 và 7 (Royal Dragoon Guards) (Xe tăng Sherman DD)
  - Trung đoàn Nottinghamshire (Xe tăng Sherman DD)
- Lữ đoàn Pháo Phòng không 76 - Chuẩn tướng E.R. Benson
  - Trung đoàn Pháo Phòng không Hạng nặng 113, Pháo binh Hoàng Gia (RA)
  - Tiểu đoàn 320, Trung đoàn Pháo Phòng không Hạng nhẹ 93, RA
  - Tiểu đoàn 394 và 395, Trung đoàn Pháo Phòng không Hạng nhẹ 120, RA
  - Trung đoàn Pháo Phòng không 152, RA
  - Đại đội A, Tiểu đoàn Đèn Pha Độc lập 356, RA

Đơn vị khác
- Trung đoàn Thông tin GHQ, Quân đoàn Thiết giáp Hoàng Gia (RAC)
- Tiểu đoàn 341, 342 và 462, Trung đoàn Pháo Dã chiến Hertfordshire (East Anglian), Pháo binh Hoàng Gia (RA) (Pháo tự hành)
- Tiểu đoàn 413, 431 và 511, Trung đoàn Pháo Dã chiến Essex, RA
- Tiểu đoàn 198 và 234, Trung đoàn Pháo chống tăng 73, RA
- Phi đội Trinh sát mặt đất 662, RA
- Đại đội Dã chiến 73, RE
- Đại đội Dã chiến 280, RE
- Đại đội Quân Y Dã chiến 203, RAMC
- Đại đội Quân Y Dã chiến Hạng nhẹ 168, RAMC
- Trung đoàn Thiết giáp Hỗ trợ Thủy quân Lục chiến Hoàng Gia
- Tiểu đoàn Đặc công 47, Thủy quân Lục chiến Hoàng Gia

### Quân đội Đức Quốc Xã
Từ tháng 6 năm 1942, Sư đoàn Bộ binh 716 đã làm nhiệm vụ phòng thủ khu vực Grandcamps, với khoảng cách 77 km kéo dài từ Bán đảo Cotentin tới Sông Orne gần Caen. Khi Sư đoàn Bộ binh 352 được tăng cường vào khu vực ngày 15 tháng 3, Grandcamps được chia ra làm phân khu Bayeux (từ Carentan tới Asnelles) và Phân khu Caen (từ Asnelles tới Orne). Phần lớn Sư đoàn 716 vẫn giữ nguyên vị trí đóng quân ban đầu, tuy nhiên, tuyến phòng ngự ở Phân khu Caen (thuộc Bãi đổ bộ Gold) đã không được tăng cường.
 Sư đoàn Bộ binh 352 (Wehrmacht) - Trung tướng Dietrich Kraiss
- Trung đoàn Grenadier 915: đóng ở đông nam Bayeux, dự bị[43]
- Trung đoàn Grenadier 916: bảo vệ Omaha và cực tây của Bãi Gold[44]
- Trung đoàn Pháo binh 352: bảo vệ Omaha và cực tây của Bãi Gold[44]

 Sư đoàn Bộ binh 716 (Wehrmacht) - Trung tướng Wilhelm Richter:
- Trung đoàn Bộ binh 726: có hai tiểu đoàn đóng ở trong và xung qunah Le Hamel. Tiểu đoàn Ostlegionen 441 đóng quân dọc bãi biển. Một tiểu đoàn dự bị đóng quân gần Crépon.[45]
- Trung đoàn Bộ binh 736: bảo vệ Juno, Sword và cực đông của Gold[45]
- Trung đoàn Pháo binh 1716: đóng tại các ụ pháo di động và lô cốt pháo ở phía đông và tây Crépon[46]

## Ngày D (6 tháng 6 năm 1944)

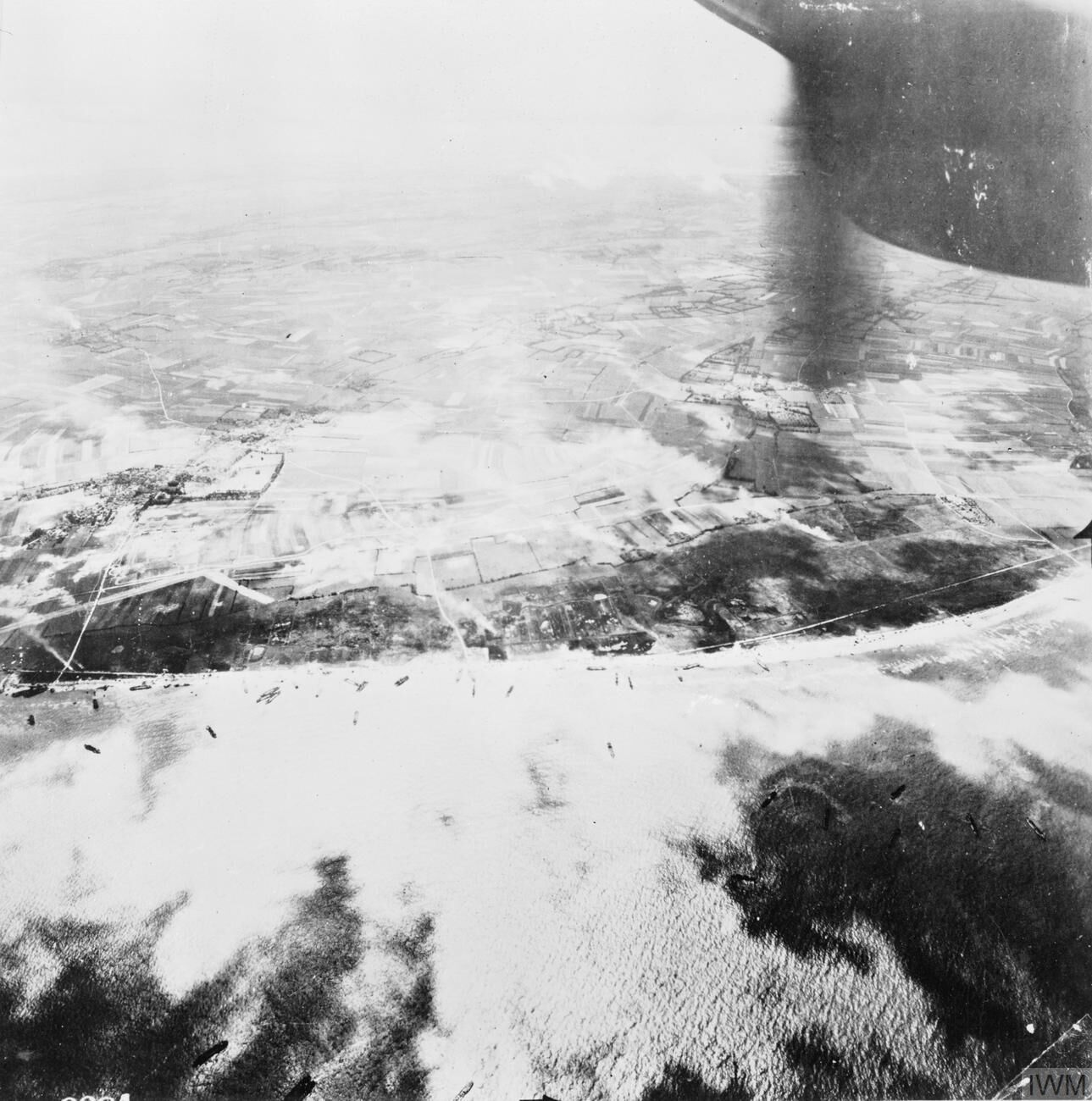
Không ảnh chụp hai phân khu King và Jig trong lúc diễn ra đợt đổ bộ của Sư đoàn Bộ binh 50

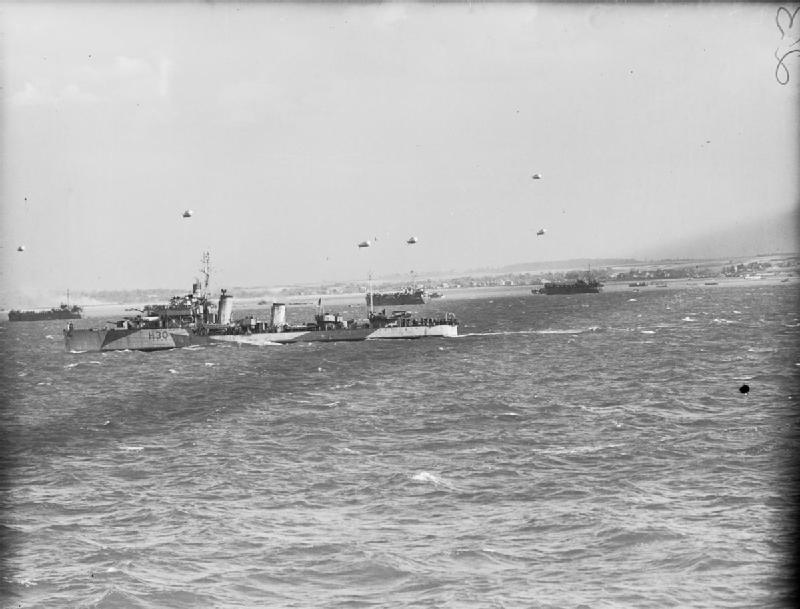
Khu trục hạm HMS Beagle làm nhiệm vụ bắn phá ngoài khơi Bãi Gold, 6 tháng 6 năm 1944

Chiến dịch không kích Normandie bắt đầu lúc nửa đêm với sự tham gia của hơn 2.200 máy bay ném bom Anh và Mỹ, có nhiệm vụ tấn công các mục tiêu ven bãi biển và trong đất liền. Ở Bãi Gold, chiến dịch bắn phá bãi biển của Lực lượng K bắt đầu lúc 05:30, cùng thời gian đó, binh lính thuộc đợt đổ bộ đầu tiên tiến hành lên xuồng LCA (Landing Craft Assault) và chuẩn bị tiến vào bãi biển. Các vị trí phòng thủ của quân Đức ven bãi biển bị bắn phá dữ dội bởi máy bay ném bom hạng trung và hạng nặng, cũng như hỏa lực pháo tự hành trên các tàu đổ bộ. Chiến dịch bắn phá đạt nhiều thành công khi ba trên bốn các khẩu pháo ở Longues-sur-Mer đều bị vô hiệu hóa. Khẩu pháo thứ tư đã tích cực bắn phá vào các đơn vị người Anh trên bãi biển tới khi đầu hàng vào chiều ngày 7 tháng 6. Hai lô cốt bê tông pháo (một khẩu pháo 88 mm ở La Rivière nhìn ra phân khu King và một khẩu pháo 75 mm ở Le Hamel nhìn ra khu Jig) chịu hư hại nhẹ. Các ụ pháo này cung cấp các vị trí thuận lợi có thể bao quát được bãi biển. Bốn cứ điểm khác của quân Đức chỉ chịu hư hại nhẹ nhưng sau đó đã bị tấn công và phá hủy trong ngày khi các đơn vị Anh tiến sâu vào đất liền.

### Phân khu King
Giờ H cho cuộc đổ bộ ở Bãi Gold được đặt là 07:25 cho phân khu King (muộn 50 phút so với cuộc đổ bộ của người Mỹ do khác thủy triều và sóng). Đợt đổ bộ đầu tiên của khu King được thực hiện bởi Tiểu đoàn 5, Trung đoàn East Yorkshires và Tiểu đoàn 6, Trung đoàn Green Howards của Lữ đoàn 69, được hỗ trợ bởi xe tăng Sherman DD của Trung đoàn Cận Vệ Kỵ binh Hoàng Gia 4 và 7. Tiểu đoàn 7, Trung đoàn Green Howards đổ bộ lúc 08:20. Theo kế hoạch ban đầu, 38 xe tăng Sherman DD sẽ được thả từ tàu LCT (Landing Craft Tank) ở khoảng cách 4.600 m so với bãi biển. Nhưng vì biển động dữ dội, họ quyết định đưa xe tăng thẳng vào bãi biển. Lính bộ binh, công binh và xe tăng gần như đổ bộ gần như sát nút nhau. Các đơn vị đổ bộ nhanh chóng vấp phải hỏa lực pháo được bắn ra từ một khẩu pháo 88 mm tại ụ pháo ở La Rivière, khiến binh lính phải nấp sau tường chắn sóng. Ụ pháo sau đó bị vô hiệu hóa bởi xe tăng của Trung đoàn Kỵ binh Westminster. Tiểu đoàn 5, Trung đoàn East Yorkshires, được hỗ trợ của xe tăng đã dành phần lớn buổi sáng để tấn công và tiêu diệt các ổ đề kháng ở La Rivière, với tổn thất khoảng 90 người, trong đó có 6 sĩ quan.

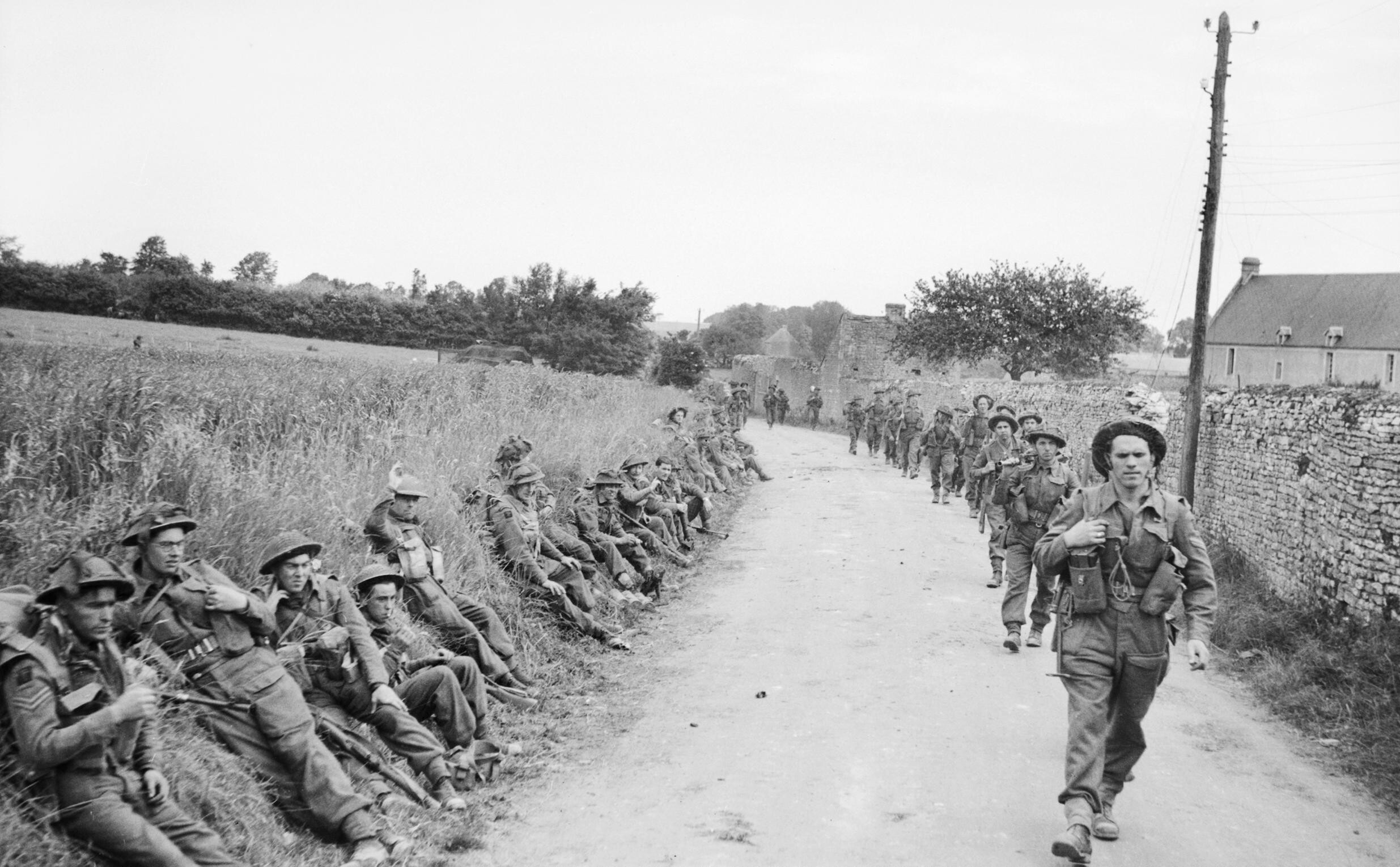
Binh lính thuộc Sư đoàn Bộ binh 50 tại St Gabriel, ngày 6 tháng 6 năm 1944

Các xe thiết giáp chuyên dụng đổ bộ trong đợt đầu tiên bao gồm xe tăng AVRE, xe quét mìn và các máy xúc thiết giáp. Việc dọn dẹp bãi biển gặp nhiều bất lợi do nhiều xe tăng bị kẹt trong bùn hoặc bị vô hiệu hóa bởi mìn chống tăng. Cuối cùng, một xe tăng quét mìn đã dọn sạch một con đừong từ bãi biển tới Trận địa pháo Mont Fleury và Ver-Sur-Mer. Đoạn đường này sau được sử dụng bởi Trung đoàn Green Howards và xe tăng của Trung đoàn Cận Vệ Kỵ binh Hoàng Gia 4 và 7, với nhiệm vụ tiêu diệt nốt những ổ đề kháng còn lại ở Trận địa pháo Mont Fleury. Đại đội B tiến hành tấn công và quét sạch các đoạn giao thông hào và ụ súng máy đặt dọc Sông Meuvaines, trong khi đó Đại đội C tiến về phía tây Ver-Sur-Mer để hỗ trợ cuộc tấn công vào Crépon, nơi có con đường dẫn vào các mục tiêu quan trong là Bayeux và Caen. Tiểu đoàn 7 của Trung đoàn Green Howards làm nhiệm vụ tấn công các khẩu pháo ở Ver-Sur-Mer và bắt giữ 50 tù binh. Thượng sĩ Stanley Hollis là quân nhân Anh duy nhất được trao thưởng Huân chương Chữ thập Victoria trong ngày D vì sự dũng cảm. Trên đường tiến vào Trận địa pháo Mont Fleury, Hollis bị hỏa lực súng máy bắn dữ dội khi đang áp sát một lô cốt súng máy. Hollis sau đó dùng khẩu Sten bắn áp chế và ném lựu đạn vào bên trong lô cốt, tiêu diệt phần lớn tổ vận hành. Anh sau đó tấn công con hào lân cận và khiến tổ vận hành trong lô cốt thứ hai đầu hàng. Những ngày tiếp theo, anh đã cứu mạng ba người lính trong một cuộc tấn công vào những khẩu pháo được đặt tại một ngôi làng gần Crépon.
Theo kế hoạch ban đầu, Lữ đoàn Bộ binh 56 sẽ đổ bộ vào phân khu Jig lúc 11:00, nhưng sau đó được thay đổi về khu King do các khẩu pháo của người Đức ở Le Hamel vẫn còn hoạt động. Sau khi đổ bộ, họ tiếp tục thực hiện nhiệm vụ theo kế hoạch, tiến về Bayeux. Lữ đoàn 151 đổ bộ cùng giờ và sau một trận đánh ác liệt, họ đã hoàn thành nhiệm vụ đề ra bằng việc kiểm soát toàn bộ tuyến đường sắt và đường bộ nối giữa Bayeux và Caen. Lữ đoàn 56 có tiến độ chậm hơn và phải củng cố vị trí qua đêm ở khu vực ngoại ô Bayeux. Lữ đoàn 69 đã chiếm được khu vực phía đông và bắt được liên lạc với lực lượng Canada ở Bãi Juno trong buổi tối cùng ngày.

### Phân khu Jig

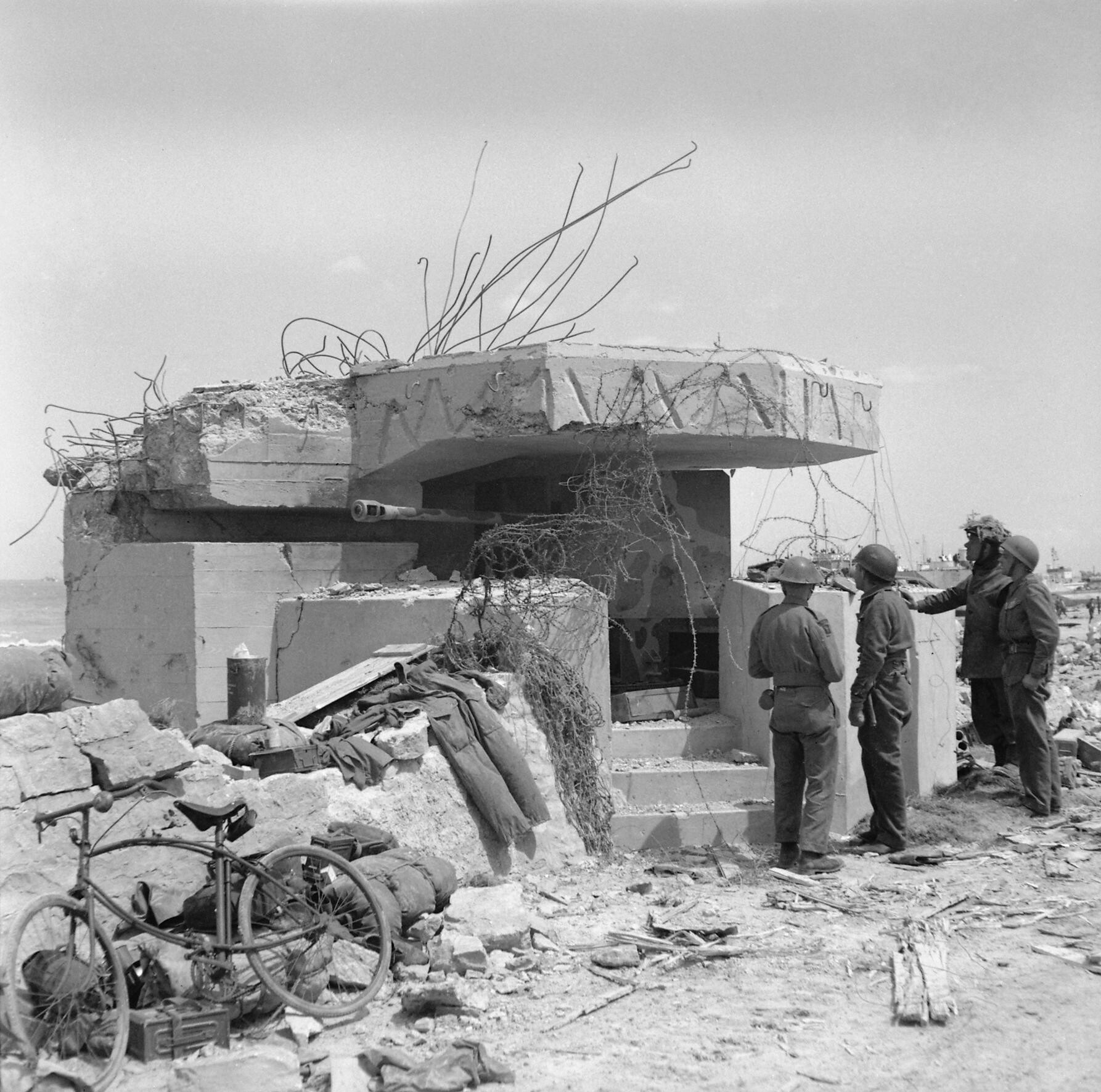
Cứ điểm WN-35 ở Le Pont Chaussé, nằm giữa phân khu Jig và King.

Ở phân khu Jig, đợt đổ bộ đầu tiên (bao gồm Tiểu đoàn 1, Trung đoàn Dorsetshires và Tiểu đoàn 1m Trung đoàn Hampshires của Lữ đoàn Bộ binh 231) tiến vào bãi biển lúc 07:25. Họ nhanh chóng bị hỏa lực pháo xuất phát từ một khẩu pháo 75 mm ở Le Hamel bắn trả. Do lỗi định vị của hoa tiêu và sức ép của các dòng chảy, hai tiểu đoàn đã đổ bộ lệch về phía đông so với kế hoạch. Đợt đổ bộ của xe tăng Sherman DD và xe tăng Centaur của Thủy quân Lục chiến Hoàng Gia gặp nhiều khó khăn bởi biển động mạnh và phải đến 08:00 chúng mới đổ bộ lên bờ. Nhiều xe tăng bị kẹt trên bãi biển và bị vô hiệu hóa bởi hỏa lực pháo binh của Đức. Thủy triều lên nhanh hơn dự tính khiến nhiều chướng ngại vật và mìn không thể được dọn sạch, gây nhiều hư hại cho các xuồng đổ bộ tiến vào bãi biển. Hai đại đội của Tiểu đoàn 1, Trung đoàn Hampshires đổ bộ rất gần với cứ điểm ở Le Hamel, nên mở đường máu để tiến ra khỏi bãi biển. Việc đánh thọc sườn Le Hamel gặp nhiều khó khăn do hệ thống súng máy, bãi mìn và hàng rào dây thép gai dày đặc. Các đơn vị của Tiểu đoàn 1, Trung đoàn Hampshires nhanh chóng chiếm được cứ điểm WN-36 ở mạn đông của ngôi làng Asnelles. Khi họ tiến về phía tây dọc theo bãi biển, họ vấp phải hỏa lực súng máy và phải rút lui. Thiếu tá Warren thay thế Trung tá Nelson Smith bị thương làm chỉ huy và cho quân của ông đi vòng qua và tấn công cứ điểm ở bên rìa, vốn sẽ mất nhiều thời gian để thực hiện. Họ bắt đầu đạt được vài thành công nhất định lúc 15:00 khi các xe tăng AVRE của Tiểu đoàn Xung kích 82 đến hỗ trợ. Quân Đức nhanh chóng rút lui vào các tòa nhà ở Le Hamel và Asnelles cố thủ, và nhanh chóng bị tiêu diệt sau khi quân Anh tiến vào giành giật từng tòa nhà một. Chỉ có số ít lính Đức đầu hàng. Khẩu pháo 75 mm bị vô hiệu hóa lúc 16:00 sau khi bị một xe tăng AVRE bắn xuyên qua lớp tường bê tông. Đại đội A và C của Tiểu đoàn 1, Trung đoàn Hampshires và xe tăng AVRE tiếp tục tiến về phía tây và tiêu diệt cứ điểm WN-38 ở La Fontaine St Côme, bắt giữ 20 tù binh. Đại đội D chiếm được cứ điểm WN-39 ở Trạm Radar Arromanches và bắt giữ hơn 30 tù binh.
Tiểu đoàn 2, Trung đoàn Devonshire đổ bộ lúc 08:15, lúc đó bãi biển vẫn bị hỏa lực quân Đức bắn vào dữ dội. Một đại đội được cử đi hỗ trợ cuộc tấn công vào Le Hamel, số còn lại đi đánh chiếm làng Ryes trên đường tới Bayeux. Ryes được chiếm vào lúc 16:30.  Tiểu đoàn 1, Trung đoàn Dorsetshire tấn công vào một cứ điểm Đức đặt trên bãi biển La Cabane des Douanes và tiến vào đất liền để đi vòng cung về phía tây về phía vùng đất cao phía nam Arromanches. Họ đã tiêu diệt các vị trí của địch tại Le Bulot và Puits d'Hérode, và đến điểm tập kết vào lúc cuối buổi sáng. Với sự hỗ trợ của các tàu chiến Hải quân, Tiểu đoàn 1, Trung đoàn Hampshires đã chiếm Arromanches thành công vào cuối buổi chiều.

### Port-en-Bessin

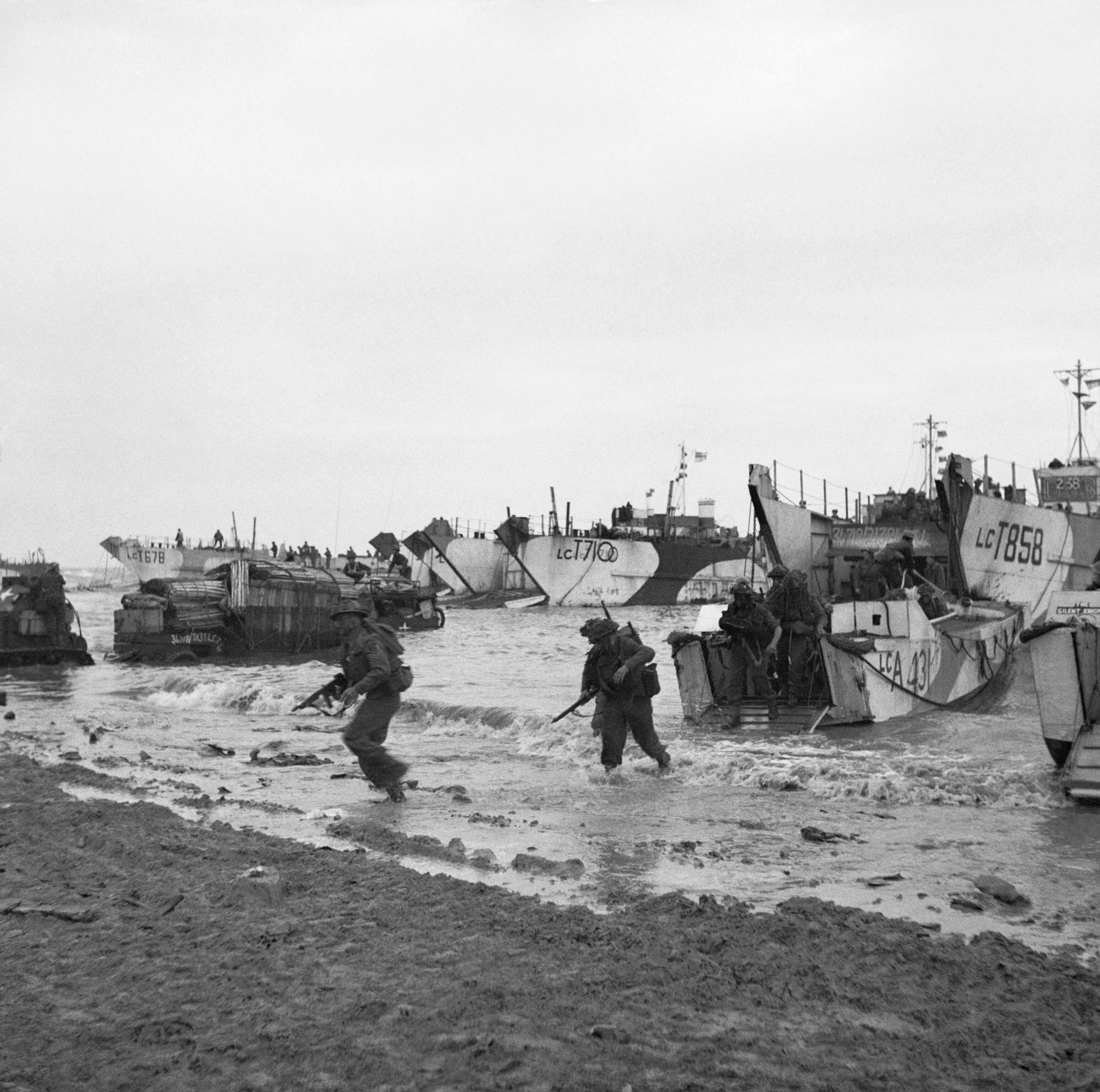
Tiểu đoàn Đặc công 47 đang đổ bộ từ xuồng LCA (Landing Craft Assault)

Tiểu đoàn Đặc công Thủy quân Lục chiến Hoàng Gia 47 được giao nhiệm vụ chiếm giữ một khu cảng nhỏ ở Port-en-Bessin, gần khu vực Bãi Omaha, cách Arromanches khoảng 11 km về phía tây và cách phân khu Jig 13 km. Sĩ quan chỉ huy Tiểu đoàn, Trung tá C.F. Phillips, chọn tấn công từ phía nam. Lực lượng của Phillips gồm 420 người bao gồm năm đại đội, một đội súng cối và súng máy, một nhóm xe vận tải và xe bánh xích, và sở chỉ huy tiểu đoàn. Theo kế hoạch, họ sẽ đổ bộ vào Gold lúc 09:25, tập trung tại La Rosière, và di chuyển vào đất liền đến một sườn núi (được chỉ định là Điểm 72) ở phía nam Port-en-Bessin, đến nơi vào khoảng 13:00. Sau đó họ sẽ được các tàu chiến ngoài khơi cung cấp hỏa lực pháo hỗ trợ và đồng thời tiến công đánh chiếm thị trấn.
Dưới hỏa lực của người Đức và sóng mạnh, lính Đặc công bắt đầu đổ bộ vào phân khu Jig, xa hơn điểm dự kiến của họ khoảng vài km, vào lúc 09:50. Năm xuồng LCA của họ bị bắn chìm, gây thương vong 76 người. Thiếu tá P.M. Donnell nắm quyền chỉ huy tạm thời tới khi Trung tá Phillips và vài người khác nhập hội cùng họ lúc 14:00 trên đường Meuvaines–Le Carrefour. Họ gặp nhiều thương vong khi tiến đến Điểm 72 và cuối cùng đến nơi vào lúc 22:30, nhưng đã quá muộn để tổ chức tấn công, nên họ đã củng cố vị trí qua đêm. Thị trấn và khu cảng được lính Đặc công chiếm thành công sau trận chiến ngày 7-8 tháng 6 năm 1944.

### Phản ứng của quân Đức
Do trung tâm khí tượng của Luftwaffe ở Paris dự báo rằng thời tiết dông bão sẽ kéo dài khoảng hai tuần, nhiều sĩ quan Wehrmacht đã rời mặt trận để tham dự buổi chơi bài tại Rennes, và nhiều binh sĩ được cho nghỉ phép. Vào Ngày D, Rommel đang ở Đức để dự lễ sinh nhật của vợ ông, đồng thời có một cuộc gặp gỡ với Hitler để xin thêm các Sư đoàn Panzer tăng viện. Sư đoàn 352 và 716 được đặt vào tình trạng báo động sau khi có báo cáo về các cuộc đổ bộ hàng không của Đồng Minh ở sau khi vực Bãi Utah và Bãi Sword. Khoảng 2.700 lính Kampfgruppe đóng gần Bayeux với vai trò dự bị, được triển khai vào khu vực để điều tra các bãi thả quân sau Utah. Một tiểu đoàn được tăng cường về Omaha, số còn lại được lệnh tập trung với quân tiếp viện tại Villiers le Sec, cách Bayeux khoảng 12 km về phía đông để chuẩn bị phản công. Bị máy bay của Không quân Đồng Minh tấn công dữ dội, nhóm Kampfgruppe đến nơi vào cuối chiều, nhưng họ lại bắt gặp Lữ đoàn 69. Sau trận giao chiến ác liệt, Lữ đoàn 69 của người Anh mất bốn xe tăng, nhưng các đơn vị Kampfgruppe gần như bị xóa sổ. Kurt Meyer, chỉ huy nhóm Kampfgruppe, sống sót, nhưng tấm bản đồ của ông đã rơi vào tay người Anh.
Lúc 22:33, Kraiss ra lệnh cho Sư đoàn 352 thiết lập vành đai phòng thủ ở phía bắc Bayeux, nhưng đã quá muộn khi phần lớn khu vực đều đã bị người Anh chiếm và các đơn vị lính Đức gặp tổn thất nghiêm trọng. Các máy bay của Luftwaffe không đóng góp được nhiều cho nỗ lực phòng thủ của Đức trong Ngày D. Tại Gold, vài nhóm máy bay ném bom đã tấn công các vị trí của người Anh ở Le Hamel và làm hư hại một con đường gần Ver-sur-Mer vào cuối chiều. Lúc 06:00 ngày 7 tháng 6, tàu HMS Bulolo bị hư hại bởi một máy bay ném bom, nhưng vẫn tiếp tục hoạt động bình thường. Vào hai buổi chiều ngày 6 và 7 tháng 6, 26 máy bay Heinkel He 177 trang bị bom Henschel Hs 293 đã tấn công các đoàn tàu Đồng Minh ở Normandy, bao gồm Bãi Gold. 13 máy bay trong số đó đã bị bắn hạ.
Sư đoàn Panzer SS số 1 "Leibstandarte" được lệnh di chuyển vào lúc nửa đêm và chuẩn bị phản công vào các khu vực giữa Bayeux và sông Orne, với sự hỗ trợ của Sư đoàn Panzer SS 12 "Hitlerjugend" và Sư đoàn Panzer 130 "Lehr". Các đơn vị này đến nơi vào ngày 8 tháng 6.

## Kết quả
Các ổ đề kháng của Đức tiếp tục chống trả dữ dội, khiến người Anh chững lại ở vị trí cách mục tiêu chính của họ khoảng 6 km. Bayeux, một mục tiêu chủ chốt của Ngày D được giao cho Sư đoàn Bộ binh 50, được chiếm giữ vào ngày 7 tháng 6. Vào cuối Ngày D, Sư đoàn 50 mất khoảng 700 người. Thương vong của toàn bộ đơn vị tham gia vào quá trình đổ bộ ước tính khoản 1.000-1.100 người, trong đó có 350 tử trận. Thương vong của quân Đức không rõ, nhưng ít nhất 1,000 người đã bị bắt làm tù binh.

### Diễn biến tiếp theo

Xe tăng Cromwell và Sherman thuộc Sư đoàn Thiết giáp số 7 đang tiến vào đất liền, 7 tháng 6

Vào cuối Ngày D, người Anh đã đổ bộ hơn 24,970 binh lính vào Bãi Gold, cùng với hơn 2.100 phương tiện và 1.000 tấn hàng hóa. Các đợt đổ bộ tiếp gặp trì trệ do thời tiết xấu và 34 xuồng LCT bị đánh chìm. Trung đoàn Lancers 24 và Trung đoàn Trinh sát 61, với nhiệm vụ mở rộng mũi tấn công vào Villers-Bocage, đã không thể đổ bộ tới ngày 7 tháng 6. Lữ đoàn Thiết giáp 22 dự tính đổ bộ vào buổi chiều ngày 6 tháng 6, nhưng phải đến ngày hôm sau mới được lên bờ. Sư đoàn Thiết giáp số 7 và Sư đoàn Bộ binh 49 (West Riding) đổ bộ sau Quân đoàn XXX. Phần lớn các sư đoàn được đổ bộ từ ngày 9 tới ngày 10 tháng 6, với vài đơn vị đổ bộ muộn hơn. Sư đoàn 49 đổ bộ vào ngày 12 tháng 6.
Những kết cấu đầu tiên của Cảng nhân tạo Mulberry được đưa vào Normandie vào Ngày D+1 (7 tháng 6) và được lắp ghép lại để làm nhiệm vụ bốc dỡ hàng hóa từ giữa tháng 6. Một cảng được xây tại Aromanches bởi người Anh, một cảng được xây tại Omaha bởi người Mỹ. Một trận bão lớn ngày 19 tháng 6 đã phá hủy phần lớn bến cảng ở Omaha. Cảng ở Aromanches được sửa chữa lại và tiếp tục được sử dụng suốt 10 tháng tiếp theo, với sức chứa hàng hóa tối đa là 7.100 tấn mỗi ngày. Trong tổng số nguồn tiếp tế của Anh đưa vào Normandie cuối tháng 8, 35% được đưa qua cảng Mulberry và 15% được đưa qua cảng nhỏ ở tại Port-en-Bessin và Courseulles-sur-Mer. Phần lớn hàng hóa tiếp tế đều phải đưa qua các cảng nhân tạo trên bãi biển tới khi Cảng Cherbourg được dọn sạch mìn và chướng ngại vật vào ngày 16 tháng 7. Một kho dầu chung của Anh và Mỹ đã được xây dựng tại Port-en-Bessin, dầu được cung cấp thông qua các đường ống phao được gọi là "Tombola" từ các tàu chở dầu neo đậu ngoài khơi. Sử dụng phương pháp này, 178.000 tấn xăng (với một nửa cung cấp cho Tập đoàn quân số 2) đã được chuyển giao vào cuối tháng 8.

### Chiến dịch đánh chiếm Caen
Các đợt giao tranh tại khu vực Caen giữa người Anh với Sư đoàn Panzer 21, Sư đoàn Panzer SS 12 "Hitlerjugend" và các đơn vị lính Đức khác nhanh chóng rơi vào bế tắc. Chiến dịch Perch (7-14 tháng 6) của người Anh đã không hoàn thành được mục tiêu chiếm giữ Caen như đề ra, buộc các đơn vị Anh phải rút về Tilly-sur-Seulles. Sau một thời gian trì hoãn bởi bão từ ngày 17 tới ngày 23 tháng 6, Chiến dịch Epsom được mở ra ngày 26 tháng 6, một nỗ lực của Quân đoàn VIII nhằm di chuyển vòng qua và tấn công Caen từ phía tây nam và thiết lập một đầu cầu ở phía nam Sông Odon. Mặc dù không chiếm được Caen, quân Đức đã chịu nhiều tổn thất nặng về xe tăng khiến họ phải tung ra toàn bộ đơn vị Panzer còn lại vào Caen. Caen bị không kích dũ dội vào đêm ngày 7 tháng 7 và khu vực phía tây Sông Orne bị chiếm trong chiến dịch Charnwood ngày 8-9 tháng 7. Hai chiến dịch tiếp theo trong ngày 18-21 tháng 7, chiến dịch Atlantic và Goodwood, đã thành công trong việc chiếm đóng Caen và các cao điểm ở phía nam, nhưng thành phố gần như bị phá hủy hoàn toàn.

### Sách tham khảo
- Balkoski, Joseph (2005). Utah Beach: The Amphibious Landing and Airborne Operations on D-Day, ngày 6 tháng 6 năm 1944. Mechanicsburg, PA: Stackpole Books. ISBN 0-8117-0144-1.
- Beevor, Antony (2009). D-Day: The Battle for Normandy. New York; Toronto: Viking. ISBN 978-0-670-02119-2.
- Buckingham, William F. (2004). D-Day: The First 72 Hours. Stroud: Tempus. ISBN 978-0-7524-2842-0.
- Chappell, Mike (1987). British Battle Insignia (2): 1939–1940. Men-At-Arms. London: Osprey. ISBN 0-85045-739-4.
- Churchill, Winston (1951) [1948]. Closing the Ring. The Second World War. Quyển V. Boston: Houghton Mifflin. OCLC 396150.
- de Zeng, Henry (2007). Bomber Units of the Luftwaffe 1933–1945: A Reference Source I. The Second World War. Hinckley: Midland Ian Allan. ISBN 978-1-85780-279-5.
- Doherty, Richard (2011). Hobart's 79th Armoured Division at War: Invention, Innovation and Inspiration. Barnsley: Pen & Sword. ISBN 978-1-84884-398-1.
- Ellis, L.F.; Allen, G.R.G.; Warhurst, A.E. (2004) [1962]. Butler, J.R.M (biên tập). Victory in the West, Volume I: The Battle of Normandy. History of the Second World War United Kingdom Military Series. London: Naval & Military Press. ISBN 1-84574-058-0.
- Ford, Ken; Zaloga, Steven J (2009). Overlord: The D-Day Landings. Oxford; New York: Osprey. ISBN 978-1-84603-424-4.
- Gilbert, Martin (1989). The Second World War: A Complete History. New York: H. Holt. ISBN 978-0-8050-1788-5.
- Goldstein, Donald M.; Dillon, Katherine V.; Wenger, J. Michael (1994). D-Day: The Story and Photographs. McLean, Virginia: Brassey's. ISBN 0-02-881057-0.
- Holt, Tonie; Holt, Valmai (2009). Major and Mrs Holt's Pocket Battlefield Guide to Normandy Landing Beaches. Barnsley: Pen & Sword Military. ISBN 978-1-84884-079-9.
- Joslen, Hubert F. (2003) [1960]. Orders of Battle, United Kingdom and Colonial Formations and Units in the Second World War, 1939–1945. Uckfield: Naval & Military Press. ISBN 1-843424-74-6.
- Marie, Henri (2004) [1993]. Villers-Bocage: Normandy 1944. Bayeux: Editions Heimdal; Bilingual edition. ISBN 978-2-84048-173-7.
- Rogers, Joseph & David (2012). D-Day Beach Force: The Men who Turned Chaos into Order (ấn bản thứ 1). Stroud: The History Press. ISBN 978-0-7524-6330-8.
- Routledge, N.W. (1994). History of the Royal Regiment of Artillery: Anti-Aircraft Artillery 1914–55. London: Brassey's. ISBN 1-85753-099-3.
- Taylor, Daniel (1999). Villers-Bocage: Through the Lens of the German War Photographer. Old Harlow: Battle of Britain International. ISBN 1-870067-07-X. OCLC 43719285.
- Trew, Simon (2004). Gold Beach. Battle Zone Normandy. Stroud, Gloucestershire: Sutton. ISBN 0-7509-3011-X.
- Weinberg, Gerhard (1995) [1993]. A World At Arms: A Global History of World War II. Cambridge: Cambridge University Press. ISBN 978-0-521-55879-2.
- Whitmarsh, Andrew (2009). D-Day in Photographs. Stroud: History Press. ISBN 978-0-7524-5095-7.
- Wilmot, Chester (1997) [1952]. The Struggle For Europe. Ware, Hertfordshire: Wordsworth Editions. ISBN 1-85326-677-9.
- Yung, Christopher D. (2006). Gators of Neptune: Naval Amphibious Planning for the Normandy Invasion. Annapolis: Naval Institute Press. ISBN 1-59114-997-5.
- Zuehlke, Mark (2004). Juno Beach: Canada's D-Day Victory: ngày 6 tháng 6 năm 1944. Vancouver: Douglas & McIntyre. ISBN 1-55365-050-6.